# آنتیوخ کانتیمیر
 آنتیوخ دیمیتریویچ کانتیمیر (روسی: Антиох Дмитриевич Кантемир ۱۷۰۸ – ۱۷۴۴) یک دیپلمات اهل روسیه که بین سال‌های ۱۷۳۸ تا ۱۷۴۴ میلادی سفیر امپراتوری روسیه در فرانسه بود.